# Reumatism articular acut
Febra reumatică, cunoscută și sub denumirea de febră reumatismală acută (FRA), este o boală inflamatorie care poate afecta inima, articulațiile, pielea și creierul. De regulă, boala debutează în două - patru săptămâni după o infecție a gâtului.

## Simptome
Semnele și simptomele includ febră, articulații dureroase,  mișcări musculare involuntare și o erupție caracteristică dar mai puțin frecventă, nepruriginoasă, cunoscută sub denumirea de eritem marginat. Aproximativ jumătate dintre cazuri implică și inima. Afectarea permanentă a valvelor inimii, cunoscută drept boala reumatismală cardiacă (BRC), apare, de obicei, numai după atacuri repetate, însă uneori poate apărea și după un singur caz de FRA. Valvele afectate pot duce la insuficiență cardiacă. De asemenea, valvele anormale pot crește riscul ca o persoană să dezvolte fibrilație atrială și infecție a valvelor.

## Cauze
Febra reumatismală acută poate apărea după o infecție a gâtului cauzată de bacteria Streptococcus pyogenes. Netratată, FRC afectează până la 3% din populație. Se consideră că mecanismul de bază implică producerea de anticorpi împotriva propriilor constituenți ai organismului. Ca urmare a moștenirii genetice, unele persoane sunt mai predispuse să contracteze boala atunci când sunt expuse la bacterie decât altele. Alți factori de risc includ malnutriția și sărăcia. Diagnosticarea FRA este deseori bazată pe prezența semnelor și simptomelor în combinație cu  dovezi ale unei infecții streptococice recente.

## Prevenire și tratament
Tratarea persoanelor diagnosticate cu faringită streptococică cu antibiotice precum penicilina reduce riscul ca acestea să dezvolte FRA. Aceasta implică deseori testarea persoanelor cu inflamație a amigdalelor pentru prezența infecției, testare ce ar putea fi indisponibilă în țările în curs de dezvoltare. Alte măsuri de prevenire includ îmbunătățirea măsurilor de igienizare. Pentru pacienții cu FRA și BRC este uneori recomandată administrarea de antibiotice pentru o perioadă prelungită. În urma unui atac, reluarea activităților normale poate fi făcută treptat. Odată cu dezvoltarea bolii reumatismale cardiace (BRC), tratamentul devine mai dificil. Uneori, se poate impune intervenția chirurgicală de înlocuire valvulară sau de plastie valvulară . În afară de aceste cazuri, complicațiile sunt tratate conform practicii normale.

## Epidemiologie
Febra reumatismală acută apare la aproximativ 325.000 copii în fiecare an, în prezent aproximativ 18 milioane persoane suferind de boală reumatismală cardiacă. Cei care contractează FRA au cel mai adesea vârsta cuprinsă între 5 și 14 ani, numai  20% dintre primele episoade de atac apărând la adulți. Boala este cel mai des întâlnită în țările în curs de dezvoltare și în rândul populației indigene din țările dezvoltate. În anul 2013, boala a produs 275.000 de decese, în scădere față de anul 1990 când s-au înregistrat 374.000 decese. Cele mai multe decese se înregistrează în țările în curs de dezvoltare, unde până la 12,5% dintre persoanele afectate mor în fiecare an. Descrierea acestei afecțiuni este considerată a data din secolul al V-lea î.Hr., în scrierile lui Hipocrate. Boala poartă această denumire deoarece simptomele sale sunt asemănătoare cu cele ale anumitor afecțiuni reumatice.